# Rallus longirostris
Rallus longirostris là một loài chim trong họ Rallidae.
Rallus longirostris được tìm thấy ở Trung và Nam Mỹ. Trước đây, nó được coi là đặc thù với đường sắt (Rallus crepitans). [2] [3] [4]
Môi trường sống tự nhiên của chúng là rừng ngập mặn nhiệt đới hoặc cận nhiệt đới và đầm phá ven biển. Nó bị đe dọa do mất môi trường sống.

## Phân loài
- Rallus longirostris phelpsi
- Rallus longirostris dillonripleyi
- Rallus longirostris longirostris, chỉ định
- Rallus longirostris margaritae
- Rallus longirostris pelodramus
- Rallus longirostris crassirostris
- Rallus longirostris cypereti—coast of Ecuador and northwestern Peru. Gruitag.org: Gruiformes Taxon Advisory Group Regional Collection Plan Lưu trữ ngày 23 tháng 10 năm 2016 tại Wayback Machine (First edition, 2009-2012).